# Amity Meria
 (février 2020).
Pour les articles homonymes, voir Meria (entreprise) et Meria.
Amity Meria (née Dramé Mariam le 10 mai 1966 à Gaoua), dans la Province du Poni, est une artiste musicienne burkinabè. Amity Meria est l'une des pionnières de la musique afro-urbaine aux colorations mandingues au Burkina Faso. Elle a été plusieurs fois consacrée meilleure artiste de son pays.

## Biographie
Elle est née le 10 mai 1966 à Gaoua dans la région du sud-oust au Burkina Faso.
La jeune Mariam Dramé avant d’être Amity Méria (son nom d’artiste) a fait ses études primaires à Bobo-Dioulasso où elle fréquente l’école primaire publique de Médinacoura puis à Banfora (Province de la Comoé) de 1975 à 1979. Après l’obtention de son certificat d’études primaires, son cursus se poursuit au collège Sainte Thérèse de Banfora et au Lycée Ouezzin Coulibaly de Bobo-Dioulasso. Là, elle décroche le Baccalauréat série A4. En 1986, elle est admise à l’Institut supérieur de langues, des Lettres et des Arts (INSULA) de l’Université Joseph Ki-Zerbo anciennement Université de Ouagadougou. De 1986 à 1990, Amity Méria empile comme diplômes dans cet Institut, respectivement le DEUG I, le DEUG II, la Licence en Lettres Modernes, puis la Maîtrise en Lettres et Arts.
D'abord amatrice, elle pique le virus de la musique et intègre la première promotion de l'Orchestre de l'université, elle est captée par Tall Mountaga comme chanteuse. Ainsi, la musique s'impose à elle et elle sort son premier album.
Mariée et mère au foyer, elle mène depuis quelques années, une vie sobre avec des prestations tournées pour la plupart, à l'international.
Elle a célébré les 30 ans de sa carrière musicale le jeudi 03 février 2022 à Ouagadougou, par une série d’activités dont un concert, un dépistage gratuit du cancer du col de l’utérus, et des hépatites. Elle a, par suite, organiser une trentaine de concerts à travers le Burkina Faso.

## Discographie

### Albums
Amity Méria totalise 08 albums dont on peut citer entre autres: 
- 1990 : La Paix
- 1993 : Dabari
- 1997 : Kanou
- 2000 : Dje N'Gada

- 2004 : Maaya[4]
- 2008 : Akodi
- 2014 : Djanto
- 021 : Yankaw

## Distinctions
- 1998 : Artiste partenaire du Ministère de la Santé burkinabè.
- 2001 : Kundé d'or de la meilleure artiste féminine au Burkina[5]
- 2003 : Artiste de l'année de l'Union des Radios et Télévisions Nationales d'Afrique (URTNA).
- 2004 : Meilleure artiste de l'Afrique de l'Ouest aux Kora Awards (All Africa Music Awards) en Afrique du Sud.
- 2005 : Chevalier de l'ordre du mérite des Arts, des lettres et de la communication du Burkina – Agrafe Art et Culture.